# Hard Rock Entertainment World
Hard Rock Entertainment World (inicialmente BCN World y posteriormente Centre Recreatiu i Turístic de Vila-seca i Salou) es un proyecto de macrocomplejo turístico y de juegos de apuestas que ocupará 825 hectáreas (8,25 kilómetros cuadrados) y estará situado en las inmediaciones del resort PortAventura World, en el término municipal de los ayuntamientos de Salou y Vilaseca, en la provincia de Tarragona, España. Se encuentra a poco más de 1 hora de Barcelona a poca distancia del Aeropuerto de Reus y a 10 minutos de Tarragona. El proyecto de la construcción del macrocasino es propiedad de la sociedad mercantil BCN IR 3 SA, a su vez propiedad del grupo estadounidense Hard Rock International.
El complejo constará en una fase inicial con la construcción de un casino y un hotel bajo la marca comercial de Hard Rock, así como con un área de compras con tiendas de lujo. En el caso de completarse el proyecto el casino de Tarragona sería el séptimo casino más grande del mundo.

## Historia
El proyecto fue anunciado el 7 de septiembre de 2012, por los impulsores del proyecto: el empresario inmobiliario Enrique Bañuelos representando al grupo Veremonte, el presidente de La Caixa, Isidro Fainé, el presidente de la Generalidad de Cataluña, Artur Mas, y varios consejeros.

## Críticas y controversias
Según una investigación del periódico La Directa la empresa titular de la licencia del proyecto del casino, BCN IR 3 SA, es una empresa fantasma creada por Ramón Cerdà Sanjuán, condenado a 14 años de prisión por crear sociedades pantalla. Esta empresa llamada anteriormente Veremonte fue adquirida en 2014 por Enrique Bañuelos con el objetivo de presentar una sociedad con una solvencia con más de cinco años de antigüedad para adquirir la licencia.
Por otro lado, el presidente y consejero delegado de BCN IR 3 SA es el empresario estadounidense James Francis Allen, también presidente del Hard Rock International, y uno de los empresarios que constan en los documentos filtrados de los denominados Paradise Papers relacionados con la evasión fiscal.
El proyecto está siendo criticado por la asociación creada para evitar la realización del proyecto, Paremos Hard Rock, o grupos políticos como En Comú Podem también por promover un tipo de infraestructura turística que favorece la creación de empleos precarios por basarse en un modelo económico que beneficia a las grandes multinacionales y no a la población.
Otra crítica que se le hace al proyecto es el gran impacto ecológico que puede llegar a tener, especialmente en un contexto de sequía y cambio climático. Se calcula que el centro recreativo consumiría el 20% del actual caudal del trasvase del Ebro a Tarragona, unos 12 millones de litros anuales.

Comisiones Obreras teme que pueda ser otra operación de especulación inmobiliaria. El nombre elegido fue criticado por centralista al estar el proyecto en Tarragona. El complejo iba a llamarse Barcelona World, aunque finalmente se produjo un cambio de denominación de Barcelona World a BCN World, ya que parte del territorio criticó que el nombre del complejo fuera el de Barcelona, cuando se ubicará en la provincia de Tarragona. Además, el pleno del Ayuntamiento de Barcelona rechazó el 26 de octubre de 2012 -de forma simbólica- que el macrocomplejo de ocio en la zona de Tarragona utilizara el nombre de la capital catalana con una proposición del Partido Popular que recibió el apoyo del Partido de los Socialistas de Cataluña, la abstención del Gobierno de Convergència i Unió y Unitat per Barcelona, y el voto en contra de Iniciativa per Catalunya Verds - Esquerra Unida i Alternativa. Así, Veremonte presentó solicitud de registro de las marcas Barcelona World y BCN World en el Boletín Oficial de la Propiedad Industrial, perteneciente a la Oficina Española de Patentes y Marcas y también está en el registro europeo. Finalmente se eligió la denominación de BCN World.